# Siméon Foucault
Pour les articles homonymes, voir Foucault.
Siméon Charles Joseph Foucault (né le 3 mai 1884 à Nantes et mort le 26 août 1923 à Paris) est un sculpteur français, grand prix de Rome de sculpture en 1912.

## Biographie
Le père de Siméon Foucault était pharmacien.
Siméon Foucault poursuit tout d’abord des études secondaires au lycée de Nantes (qui ne deviendra le lycée Clemenceau qu’en 1919) avant de s’inscrire aux cours d’Emile Gaucher à l’école régionale des beaux-arts de la ville.
Admis à l’École nationale supérieure des beaux-arts de Paris en 1904, il est l’élève de Louis-Ernest Barrias et de Jules Coutan.
En 1912, il se voit décerner le premier grand prix de Rome de sculpture et séjourne comme pensionnaire à la Villa Médicis entre 1913 et 1914 ; son séjour est interrompu par son incorporation au 65e régiment d'infanterie de ligne qui participa en septembre 1915 à la Seconde bataille de Champagne
.
Après la guerre, il s’installe à Paris dans le quartier d’Auteuil où il fonde un foyer : il aura un fils qui deviendra architecte.
Il meurt prématurément, à Paris,  d’une appendicite le 26 août 1923 : il avait trente neuf ans ; il est enterré au nouveau cimetière de Boulogne-Billancourt : sa sépulture est ornée de l’une de ses statues. 
Depuis 1931, la ville de Nantes compte une rue Siméon-Foucault, tout comme la ville de Rezé.

## Ses œuvres
- Berger chaldéen étudiant les astres : sculpture en plâtre datée de 1912 avec laquelle l’artiste obtient le prix de Rome ; cette œuvre est conservée à l’École nationale supérieure des beaux-arts de Paris .
- Baigneuses : sculpture en plâtre (H. 1,98 m)  conservée au musée des beaux-arts de Nantes ; c’est par une décision du conseil municipal, en juillet 1925, que la ville en fit l’acquisition. .
- Monument aux Morts de la ville de Rezé : réalisé en 1922, il est situé place Roger Salengro en face de l’église Saint-Paul[4].
- Monument aux Morts du lycée Georges Clemenceau à Nantes : décidé en 1919 par l’amicale des anciens élèves afin d’honorer les disparus de la guerre de 1914-1918 qui avaient fréquenté l’établissement, ce monument a été inauguré le 22 mai 1922 en présence de l’ancien président du Conseil. Il comporte un bas-relief en bronze représentant une France victorieuse escortée de lycéens conduits par un professeur apportant des couronnes aux poilus[5].